# نيبول
نيبول (بالألمانية: Niebüll) هي بلدة ألمانية تقع في ألمانيا في شليسفيغ هولشتاين. يقدر عدد سكانها بـ 9,019 نسمة .

## المدن التوأمة
مدن Malmesbury، Płoty و Gien هي مدن توأمة لـنيبول.